# محمد خونه ولد هیداله
محمد خونه ولد هیداله (عربی: محمد خونه ولد هيداله؛ زادهٔ ۱۹۴۰) سیاست‌مدار اهل موریتانی است. وی از ۴ ژانویه ۱۹۸۰ تا ۱۲ دسامبر ۱۹۸۴ رئیس‌جمهور این کشور بود.